# Maur Lama
Maur Lama is een bestuurslaag in het regentschap Musi Rawas van de provincie Zuid-Sumatra, Indonesië. Maur Lama telt 2242 inwoners (volkstelling 2010).